# طالین
طالین، روستایی از توابع بخش سیلوانه در شهرستان ارومیه استان آذربایجان غربی در ایران است.

## جمعیت
این روستا در دهستان ترگور قرار داشته و بر اساس سرشماری سال ۱۳۸۵ جمعیت آن ۲۱۷ نفر (۴۲ خانوار)
بوده است.